# Kanton Lesneven
Der Kanton Lesneven (bretonisch Kanton Lesneven) ist seit 1790 ein französischer Kanton im Arrondissement Brest, im Département Finistère und in der Region Bretagne; sein Hauptort ist Lesneven.  

## Geschichte
Der Kanton entstand am 15. Februar 1790. Von 1801 bis 2015 gehörten zwölf Gemeinden zum Kanton Lesneven. Mit der Neuordnung der Kantone in Frankreich stieg die Zahl der Gemeinden 2015 auf 18. Zu den bisherigen Gemeinden des alten Kantons Lesneven kamen noch 4 der 9 Gemeinden des bisherigen Kantons PlabennecLannilis und 2 der 5 Gemeinden des Kantons Lannilis hinzu.

## Lage
Der Kanton liegt im Norden des Départements Finistère. 

## Gemeinden

### Kanton Lesneven seit 2015
Der Kanton besteht aus 17 Gemeinden mit insgesamt 36.459 Einwohnern (Stand: 1. Januar 2022) auf einer Gesamtfläche von 257,28 km²:
| Gemeinde                   | Bretonisch  | Einwohner (2022) | Fläche (km²) | Code postal | Code Insee |
| -------------------------- | ----------- | ---------------- | ------------ | ----------- | ---------- |
| Goulven                    | Goulc'hen   | 439              | 6,38         | 29890       | 29064      |
| Guissény                   | Gwiseni     | 1.974            | 25,18        | 29249       | 29077      |
| Kerlouan                   | Kerlouan    | 2.028            | 17,80        | 29890       | 29091      |
| Kernilis                   | Kerniliz    | 1.418            | 10,13        | 29260       | 29093      |
| Kernouës                   | Kernouez    | 660              | 7,78         | 29260       | 29094      |
| Lanarvily                  | Lannarvili  | 406              | 5,92         | 29260       | 29100      |
| Le Drennec                 | An Dreneg   | 1.911            | 9,50         | 29860       | 29047      |
| Le Folgoët                 | Ar Folgoad  | 3.290            | 9,77         | 29260       | 29055      |
| Lesneven                   | Lesneven    | 7.471            | 10,27        | 29260       | 29124      |
| Loc-Brévalaire             | Loprevaler  | 210              | 1,67         | 29260       | 29126      |
| Ploudaniel                 | Plouzeniel  | 3.738            | 46,28        | 29260       | 29179      |
| Plouguerneau               | Plougerne   | 6.719            | 43,33        | 29880       | 29195      |
| Plouider                   | Plouider    | 1.801            | 23,63        | 29260       | 29198      |
| Plounéour-Brignogan-Plages | Brignogan   | 1.955            | 14,28        | 29890       | 29021      |
| Saint-Frégant              | Sant-Fregan | 870              | 8,41         | 29260       | 29248      |
| Saint-Méen                 | Sant-Neven  | 941              | 11,74        | 29260       | 29255      |
| Trégarantec                | Tregaranteg | 628              | 5,21         | 29260       | 29288      |
| Kanton Lesneven            | Lesneven    | 36.459           | 257,28       | -           | 2915       |

## Veränderungen im Gemeindebestand seit der landesweiten Neuordnung der Kantone
2017: Fusion Brignogan-Plages und Plounéour-Trez → Plounéour-Brignogan-Plages

### Kanton Lesneven bis 2015
Der alte Kanton Lesneven bestand aus zwölf Gemeinden auf einer Fläche von 161,55 km². Diese waren: Brignogan-Plages, Le Folgoët, Goulven, Kerlouan, Kernouës, Lesneven (Hauptort), Ploudaniel, Plouider, Plounéour-Trez, Saint-Frégant, Saint-Méen und Trégarantec.

## Bevölkerungsentwicklung des alten Kantons
| 1962   | 1968   | 1975   | 1982   | 1990   | 1999   | 2006   | 2012   |
| ------ | ------ | ------ | ------ | ------ | ------ | ------ | ------ |
| 19.307 | 19.423 | 20.320 | 21.154 | 21.697 | 21.583 | 22.386 | 23.512 |